# وندربیلت (میشیگان)
وندربیلت، میشیگان (به انگلیسی: Vanderbilt, Michigan) یک عوارض جغرافیایی در ایالات متحده آمریکا است که در شهرستان آتسگو واقع شده‌است.

## خصوصیات
وندربیلت ۲٫۹۳ کیلومترمربع مساحت و ۵۶۲ نفر جمعیت دارد و ۳۳۴ متر بالاتر از سطح دریا واقع شده‌است.